# Fascia interna di Costa degli Infreschi e della Masseta
Fascia interna di Costa degli Infreschi e della Masseta este o arie protejată (arie specială de conservare — SAC, sit de importanță comunitară — SCI) din Italia întinsă pe o suprafață de 701 ha, integral pe uscat.

## Localizare
Centrul sitului Fascia interna di Costa degli Infreschi e della Masseta este situat la coordonatele 40°01′12″N 15°26′09″E / 40.02°N 15.435833°E.

## Înființare
Situl Fascia interna di Costa degli Infreschi e della Masseta a fost declarat sit de importanță comunitară în mai 1995 pentru a proteja 1 specie de plante și 13 specii de animale. Situl a fost protejat și ca arie specială de conservare în mai 2019.

## Biodiversitate
Situată în ecoregiunea mediteraneană, aria protejată conține 4 habitate naturale: Pseudostepă cu ierburi și specii anuale de Thero-Brachypodietea, Pante stâncoase calcaroase cu vegetație casmofită, Peșteri inaccesibile publicului, Tufărișuri termo-mediteraneene și de pre-deșert.
La baza desemnării sitului se află mai multe specii protejate:
- plante (1): Primula palinuri
- păsări (8): caprimulg (Caprimulgus europaeus), prepeliță (Coturnix coturnix), sfrâncioc roșiatic (Lanius collurio), viespar (Pernis apivorus), sitar de pădure (Scolopax rusticola), turturică (Streptopelia turtur), silvie de tufiș (Sylvia undata), sturz-cântător (Turdus philomelos)
- mamifere (2): liliacul mare cu potcoavă (Rhinolophus ferrumequinum), liliacul mic cu potcoavă (Rhinolophus hipposideros)
- nevertebrate (2): Melanargia arge, Oxygastra curtisii
- reptile (1): șarpele cu patru dungi (Elaphe quatuorlineata)

Pe lângă speciile protejate, pe teritoriul sitului au mai fost identificate 1 specie de plante, 2 specii de amfibieni, 4 specii de nevertebrate, 4 specii de reptile.